# 代名郡
代名郡，中国南北朝时设置的郡。
北魏太安二年（456年）置代名郡，治所在呼酋县（今内蒙古自治区杭锦旗北），太和二年（478年）又设渠搜县。辖境约当今内蒙古杭锦旗东部、达拉特旗西部、乌拉特前旗等地。属于夏州。北魏末年废代名郡。